# Il postiglione della steppa
Il postiglione della steppa (Der Postmeister) è un film di Gustav Ucicky del 1940.
Vinse la Coppa Mussolini al Festival di Venezia come miglior film straniero.

## Produzione
Il soggetto è tratto dal racconto di Aleksandr Puškin Il mastro di posta, contenuto nella raccolta Le novelle del compianto Ivan Petrovič Belkin.

## Riconoscimenti
- 1940 - Mostra internazionale d'arte cinematografica
  - Coppa Mussolini al miglior film